# Franklin megye (Maine)
Franklin megye az Amerikai Egyesült Államokban, azon belül Maine államban található. Megyeszékhelye és legnagyobb városa Farmington. Lakosainak száma 29 456 fő (2020. április 1.). Franklin megye Somerset, Androscoggin, Kennebec és Oxford megyékkel határos.

## Népesség
A megye népességének változása:
| Lakosok száma | 30 707 | 30 702 | 30 618 | 30 495 | 29 991 | 29 456 |
|               | 2010   | 2011   | 2012   | 2013   | 2015   | 2020   |